# Унесённые ветром (фильм)
«Унесённые ветром» (англ. Gone with the Wind) — американский художественный фильм 1939 года в жанре исторической военной мелодрамы, снятый по одноимённому роману Маргарет Митчелл. Продюсером ленты выступил Дэвид Селзник из Selznick International Pictures, а режиссёром — Виктор Флеминг. События фильма разворачиваются на Юге США во время Гражданской войны, в центре сюжета — история Скарлетт О’Хары, дочери плантатора из Джорджии. Главные роли исполнили Вивьен Ли (Скарлетт), Кларк Гейбл (Ретт), Лесли Говард (Эшли) и Оливия де Хэвилленд (Мелани).
Производство фильма было сложным с самого начала. Съёмки были отложены на два года из-за желания продюсера картины взять Кларка Гейбла на роль Ретта, а также из-за «поисков Скарлетт», на роль которой было прослушано более 1400 актрис. Оригинальный сценарий написал Сидни Ховард с правками нескольких писателей. Первым режиссёром, работавшим над фильмом, был Джордж Кьюкор, однако, он был уволен почти сразу после начала съёмок; пост режиссёра затем занял Флеминг, которого на некоторое время заменил Сэм Вуд.
Премьера фильма состоялась 15 декабря 1939 года в Атланте.
Фильм получил положительные отзывы ещё до выхода в декабре 1939 года, хотя некоторые эксперты назвали картину слишком долгой. Актёры получили признание критиков, особой похвалы удостоилась Вивьен Ли. Фильм завоевал 8 премий «Оскар», 2 из них — почётные, из 13 номинаций на 12-й церемонии вручения, включая статуэтки в категориях «Лучший фильм», «Лучший режиссёр» (Флеминг), «Лучший адаптированный сценарий» (Сидни Ховард, посмертно), «Лучшая женская роль» (Вивьен Ли) и «Лучшая женская роль второго плана» (Хэтти МакДэниел — первая афроамериканка, получившая «Оскар»). Фильм установил рекорд по числу номинаций и завоёванных премий.
«Унесённые ветром» получили невероятную популярность после премьеры, став самым кассовым фильмом и удерживая рекорд более 25 лет. При учёте инфляции картина остаётся самой кассовой лентой в истории со сборами более $3,7 млрд. В течение XX века картина периодически выходила в повторный прокат и стала частью поп-культуры. Фильм назван одним из величайших фильмов всех времён.

## История создания
Право на экранизацию романа было приобретено продюсером Дэвидом Селзником ещё до выхода романа из печати за пятьдесят тысяч долларов. Автор романа первоначально предлагала на главную роль Кэтрин Хепбёрн. Вивьен Ли утвердили на роль совершенно случайно, после многочисленных проб других известных голливудских актрис, «американскую девушку» сыграла англичанка. На роль пробовалось около 1400 актрис, из которых 400 пригласили на второе прослушивание. На её место также пробовались актрисы, сыгравшие в итоге роли Индии Уилкс (Алисия Ретт) и Кэтлин (Марселла Мартин). Ещё до приобретения прав на экранизацию фаворитом Селзника была Джоан Кроуфорд. Официальный студийный кандидат Норма Ширер не проявила к роли интереса, заявив, что хотела бы сыграть Ретта Баттлера. В ответ на предложение о сотрудничестве Селзник заявил Кэтрин Хепбёрн, что не видит её в роли Скарлет, так как не может себе представить, что Ретт добивался бы её десять лет. Со временем на роль стала рассматриваться английская исполнительница Вивьен Ли. Из рабочих заметок Селзника известно, что он первоначально не испытывал к ней какого-либо выраженного интереса. 3 февраля 1937 года продюсер сделал запись о том, что ещё не видел даже её фотографии, но степень его заинтересованности может повыситься после фильма «Пламя над Англией», который он намеревался посмотреть в ближайшее время. Контракт с Вивьен Ли был подписан 13 января 1939 года в присутствии кинорепортёров и прессы.
В разработке сценария принимало участие тринадцать человек, в числе которых был писатель Скотт Фицджеральд.
Постановка готовилась в течение почти трёх лет. Первой сценой, отснятой для фильма, была сцена побега Скарлетт и Ретта из пылающей Атланты. Сцену снимали в естественных условиях — руководство студии подожгло целый «квартал» декораций, оставшихся от съёмок других фильмов: «Кинг-Конг», «Последний из могикан», «Маленький лорд Фаунтлерой». Основные съёмки начались 26 января 1939 года, а 27 июня 1939 года был снят последний эпизод. Картина обошлась в четыре миллиона долларов — дороже, чем какой-либо другой фильм, снятый до этого времени.

## Сюжет

### Первая серия
Фильм начинается панорамой большой хлопковой плантации под названием Тара, расположенной в сельскохозяйственном южном штате Джорджии. Действие относится к 1861 году, то есть накануне гражданской войны.
Героиня фильма, девица Скарлетт О’Хара (Вивьен Ли), флиртует с двумя близнецами Тарлтонами — Брентом и Стюартом. Скарлетт, Сьюлин и Кэррин — три дочери разбогатевшего ирландского эмигранта Джералда О’Хары (Томас Митчелл) и его жены Эллин О’Хары (Барбара О’Нил).
В разговоре близнецы выдают Скарлетт секрет, что один из её кавалеров — Эшли Уилкс (Лесли Говард), сын хозяина соседней плантации, во время приёма гостей должен сделать предложение своей кузине Мелани Гамильтон (Оливия де Хэвилленд). Скарлетт шокирована этим, поскольку втайне влюблена в Эшли.
В «Двенадцати Дубах» она замечает, что на неё обратил внимание импозантный повеса Ретт Батлер (Кларк Гейбл), от которого отреклась его чарльстонская родня. Когда мужчины в патриотических тонах обсуждают выгоды возможной войны, Ретт пытается внести в разговор реалистическую нотку, указывая на то, что аграрному Югу нечего противопоставить индустриальному потенциалу Севера. Из-за своей прямоты Ретт Батлер оказывается в немилости у мужской части общества.
Чтобы предотвратить помолвку, Скарлетт решается на незамедлительное объяснение с Эшли. В библиотечном зале она признаётся ему в любви. В ответ Эшли говорит, что они с Мелани больше подходят друг другу по своим взглядам на жизнь, которых Скарлетт пока не имеет вследствие легкомысленности. Юная особа обвиняет Эшли в том, что он обманул её ожидания, и даёт ему пощёчину. Эшли без звука выходит, а Скарлетт обнаруживает, что в зале они были не одни: Ретт Батлер стал невольным свидетелем. Он обещает, что никому не выдаст тайну девушки.
В разгаре праздника барбекю прерывается известием о том, что началась война. При этом мужчины демонстрируют свою радость по поводу того, что они смогут завербоваться и геройски проявить себя на войне. Пока Скарлетт из верхнего окна наблюдает за тем, как Эшли одаривает Мелани прощальным поцелуем, брат Мелани, Чарльз Гамильтон, с которым она по-светски флиртовала, решился спросить её руки прежде, чем уйдёт на войну. Скарлетт хватается за подвернувшийся случай и неожиданно для себя даёт согласие — они женятся. Но уже через пару месяцев после свадьбы Чарльз умирает на фронте, причём не в сражении, а от пневмонии и кори, — и Скарлетт оказывается молодой вдовой.
Мать героини отправляет её в дом Гамильтонов в город Атланту. Здесь Скарлетт и Мелани посещают благотворительный базар, где появляется Ретт. Как герою, прорывавшему блокаду Конфедерации, Батлеру многое позволено. Скарлетт потрясает атлантское общество, принимая дерзкое предложение Ретта на танец-аукцион, будучи всё ещё в трауре. Во время танцев Ретт говорит Скарлетт о своём намерении завоевать её.

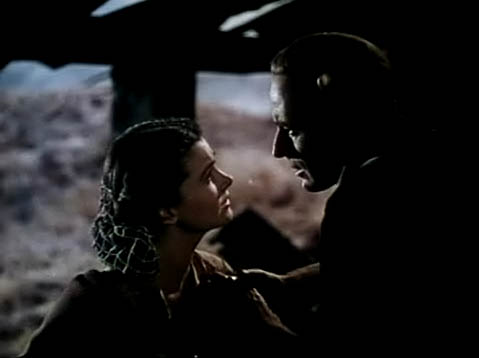
Скарлетт О’Хара и Эшли Уилкс

После сражения под Геттисбергом Конфедерация клонится к поражению, и Скарлетт лишается многих своих друзей и кавалеров. Пользуясь тем, что Эшли является на трёхдневную рождественскую побывку, Скарлетт решается вторично воззвать к его сердцу, и, хотя в целом эта попытка снова не увенчалась успехом, перед самым отбытием он не смог удержаться и поцеловал её.
Восемь месяцев спустя в Атланте, которая оказалась в эпицентре штурма армии северян, у Мелани начинаются преждевременные и трудные роды. Скарлетт вынуждена принимать ребёнка одна. Она просит Ретта увезти её домой в Тару с Мелани, Присси и ребёнком. Ретт появляется с лошадью и фургоном, чтобы вывезти их из города через горящий район с взрывающимися боеприпасами. Однако Ретт затем оставляет Скарлетт с полумёртвой лошадью, больной Мелани, её ребёнком и истеричной Присси и поцелуем напутствует её в дорогу на Тару. Она отвечает ему грубо, отвешивает пощёчину, невзирая на объяснение, что уйти повелевает ему долг: ему надо примкнуть к войскам, чтобы продолжить борьбу с северянами-янки.
На пути к дому Скарлетт находит «Двенадцать Дубов» сожжёнными, но Тара в целом мало пострадала. Её мать умерла от брюшного тифа, а разум отца помрачился от потрясения. На фоне Тары, разграбленной янки, Скарлетт клянётся, что пойдёт на всё ради выживания семьи и себя самой.

### Вторая серия
Скарлетт принуждает свою семью и слуг к сбору урожая с хлопковых полей. Она также убивает забредшего к ним дезертира-грабителя и находит у мёртвого в рюкзаке золотые монеты, которых оказывается достаточно для того, чтобы поддержать семью и слуг в течение некоторого времени.
После поражения Конфедерации и окончания войны Эшли возвращается из плена. Когда Скарлетт просит его бежать с ней, он соглашается и неистово целует её, но говорит, что чувство долга для него свято и он не может оставить Мелани.
В Тару приезжает прежний управляющий плантации, который хочет купить её в собственность. Джералд О’Хара преследует его, но при попытке взять барьер падает с лошади и ломает шею. Скарлетт понимает, что не может заплатить возросшие налоги на Тару.
Узнав, что Ретт находится в Атланте, она заставляет Мамми сшить для неё богатое платье из портьер. Однако, когда она посещает тюрьму, в которой находится Ретт, тот говорит, что его деньги хранятся в Ливерпуле и её попытка получить от него деньги была напрасной. Уезжая от Ретта, она сталкивается с женихом своей сестры, Фрэнком Кеннеди, который имеет процветающую лавку и собирается приобрести лесопилку. Скарлетт обманывает Фрэнка уверениями в том, что Сьюлин разочаровалась отсрочками свадьбы и вышла замуж за другого кавалера. Вскоре Скарлетт становится госпожой Кеннеди и циничной изворотливой деловой женщиной, которая не прочь торговать с презираемыми янки и использовать каторжников на лесопилке.
После того как Скарлетт подверглась нападению, проезжая через пригородные трущобы, Фрэнк, Эшли и другие совершают ночной набег на палаточный городок. Эшли ранен в схватке с янки, а новый муж Фрэнк — убит. Выбраться из ситуации помог вездесущий Ретт.
После похорон Фрэнка Ретт сразу же заходит к Скарлетт с предложением о браке. Скарлетт несколько ошеломлена, но готова принять его предложение, отчасти из-за денег. Он неистово целует её и говорит, что они со Скарлетт очень схожи в самом главном: они чужды идеализму, они — хозяева жизни.
После роскошного медового месяца в Новом Орлеане Ретт обещает восстановить Тару в её прежнем великолепии, в то время как Скарлетт занята строительством самого большого и богатого особняка в Атланте. У них появляется дочь Бонни. Ретт обожает Бонни и делает всё для того, чтобы завоевать уважение атлантского общества. Скарлетт всё ещё любит Эшли и сокрушена тем, что после родов несколько располнела. Она даёт знать мужу, что не хочет больше детей и что они больше не будут заниматься сексом. После услышанного, Ретт видит маленький портрет Эшли, который Скарлетт хранит и, рассвирепев от всего происходящего, выбивает дверь ногой.
Посещая однажды лесопилку, Скарлетт выслушивает ностальгические слова Эшли о возрождении доброго старого времени и принимается утешать его, обнимая. За ними подсматривают две женщины, одна из которых — сестра Эшли, Индия, которая давно недовольна Скарлетт. Сплетницы распространяют слух о свидании, и репутация Скарлетт оказывается вновь запятнанной.
Вечером того же дня Ретт, услышав слухи, вынуждает Скарлетт в самом роскошном платье посетить вечеринку по случаю дня рождения Эшли. Мелани берёт Скарлетт под свою защиту, обращаясь с ней так, как будто ничего не случилось. Ночью сильно выпивший Ретт говорит, что мог бы убить её, если б знал, что это поможет ей забыть Эшли. После Ретт хватает Скарлетт и говорит; что в эту ночь они будут только вдвоём, и несёт в комнату. Утром, после бурной ночи, Ретт приносит извинения за своё поведение, однако вместе с тем предлагает развод. Скарлетт отвергает предложение, ибо такой поворот обернется позором для всех. Тогда Ретт берёт с собой Бонни и уезжает в Лондон на неопределённый срок. Однако малышка скучает по маме, и Ретт возвращается. Скарлетт рада, но муж пресекает её попытки возобновления отношений. Скарлетт сознаётся, что снова беременна. Ретт спрашивает, кто отец ребёнка, возникает перепалка. Он колко отвечает: «Не отчаивайтесь. Возможно, у вас ещё будет выкидыш!». В ярости Скарлетт нападает на него, но тут же кубарем скатывается с лестницы, и у неё происходит выкидыш. Обезумевший от чувства вины Ретт со слезами жалуется Мелани на свою ревность. Когда Скарлетт находится уже в стадии выздоровления, маленькая Бонни погибает, пытаясь перепрыгнуть через забор на своём пони.
Мелани посещает дом, чтобы успокоить их, и убеждает Ретта позволить Бонни быть похороненной, но затем падает в обморок из-за своей второй беременности. На смертном одре Мелани просит, чтобы Скарлетт тайно позаботилась об Эшли ради неё, как заботилась о ней ради Эшли. Мелани также умоляет Скарлетт быть добрей к Ретту, который так любит её.
Скарлетт осознаёт, что весь её роман с Эшли был выдумкой и что она любила лишь символ — нечто, чего никогда в действительности не существовало. Она бежит домой и видит, что Ретт уже упаковывает чемоданы. Скарлетт просит его не уезжать, признаваясь ему, что теперь она понимает, что любила всё это время именно его и никогда в действительности не любила Эшли. Она умоляет Ретта: «Ретт, если ты уйдёшь, куда идти мне?! Что мне делать?!». На что тот отвечает: «Если честно, дорогая, мне теперь на это наплевать!». Тем самым Ретт демонстрирует, что чаша его терпения переполнена, — и уходит в густой туман.
Скарлетт сидит на лестнице и рыдает в отчаянии: «Что же значимо для меня? Что же может меня поддержать? — Тара! Дом. Я уеду домой и уже там придумаю, как вернуть Ретта Батлера! Я подумаю об этом завтра. Завтра будет другой день!».
Финальные кадры показывают Скарлетт, приехавшую в Тару и стоящую на том же самом месте, где в начале фильма отец говорил ей о том, что любовь к родной земле придёт к ней.

## В ролях

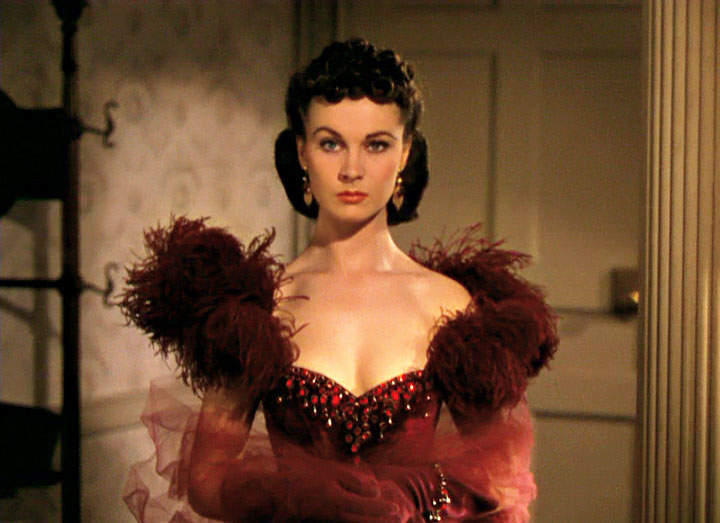
Вивьен Ли в роли Скарлетт О’Хары

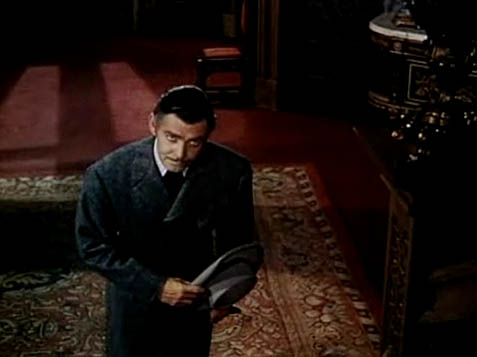
Кларк Гейбл в роли Ретта Батлера

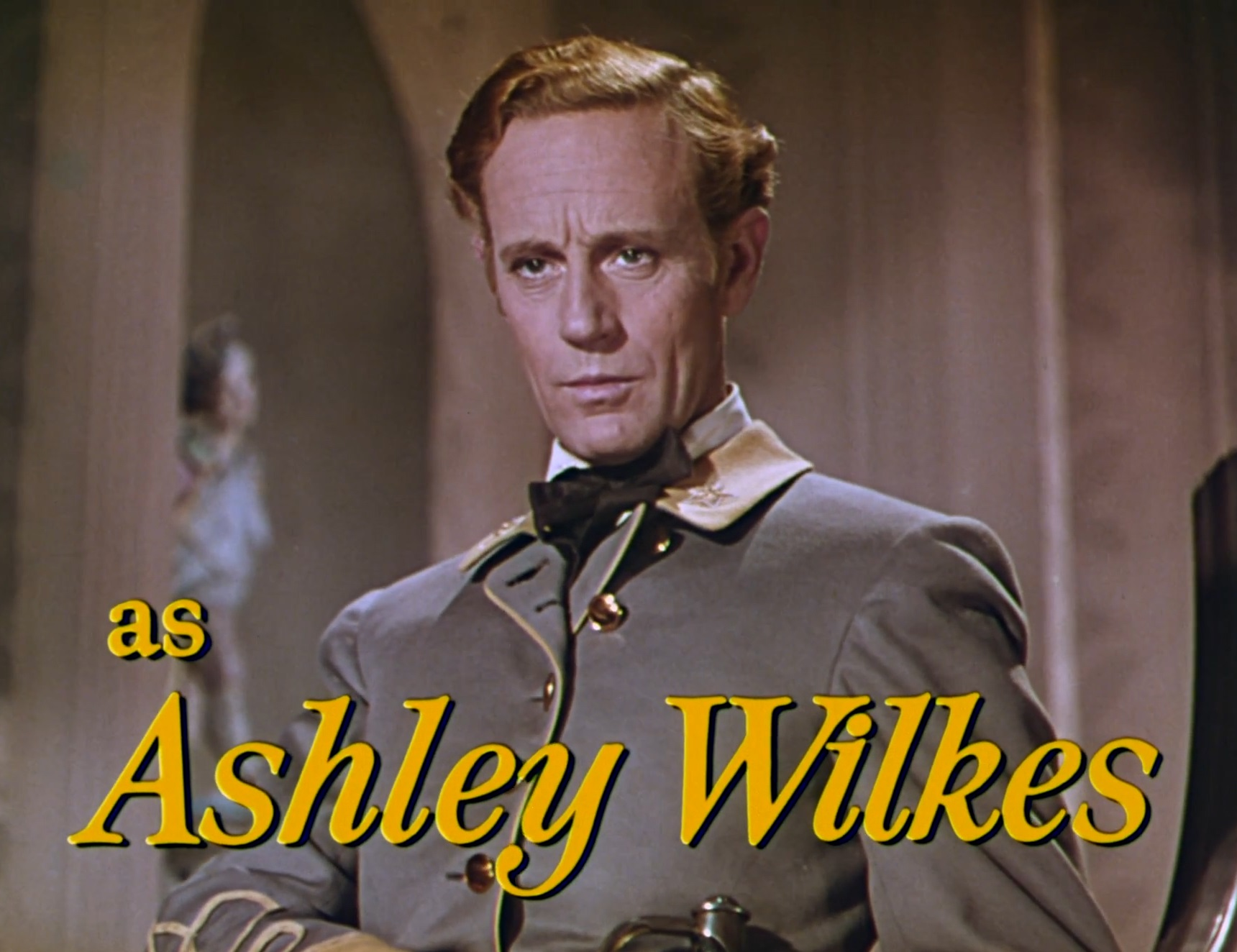
Лесли Говард в роли Эшли

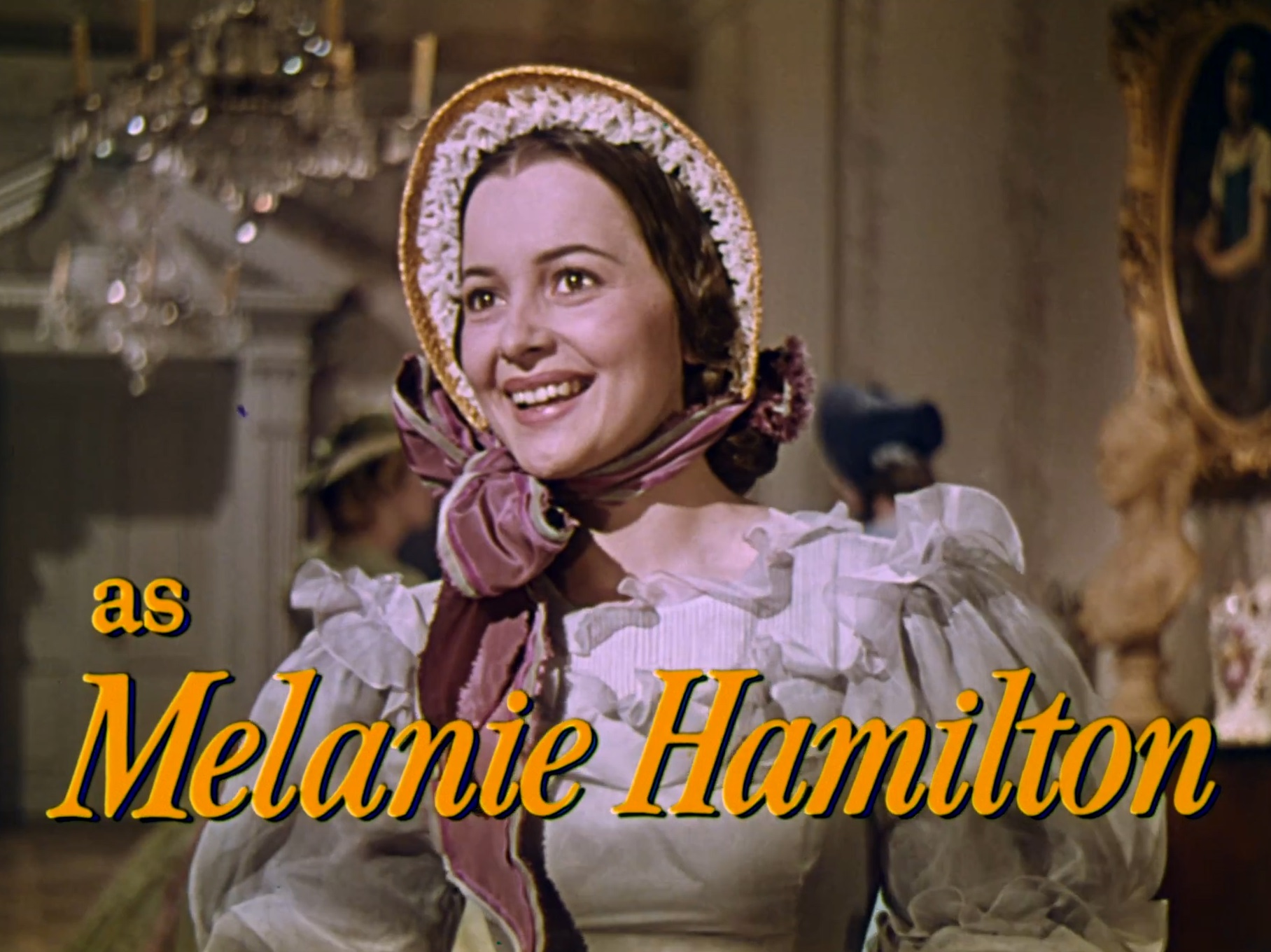
Оливия де Хэвилленд в роли Мелани

| Актёр               | Роль                                          |
| ------------------- | --------------------------------------------- |
| Вивьен Ли           | Скарлетт О’Хара                               |
| Кларк Гейбл         | Ретт Батлер                                   |
| Лесли Говард        | Эшли Уилкс                                    |
| Оливия де Хэвилленд | Мелани Гамильтон                              |
| Томас Митчелл       | Джеральд О’Хара                               |
| Барбара О’Нил       | Эллен О’Хара                                  |
| Эвелин Кейс         | Сьюзен-Элинор (Сьюлин) О’Хара                 |
| Энн Разерфорд       | Кэролайн-Айрин (Кэррин) О’Хара                |
| Джордж Ривз         | Стюарт Тарлтон                                |
| Фред Крейн          | Брент Тарлтон                                 |
| Хэтти Макдэниел     | Мамушка                                       |
| Джейн Дарвелл       | миссис Долли Мэрриуэзер                       |
| Алисия Ретт         | Индия Уилкс                                   |
| Лора Хоуп Крюс      | тётя Сара Джейн («Питтипэт») Гамильтон        |
| Баттерфлай МакКуин  | Присси                                        |
| Она Мансон          | Белль Уотлинг                                 |
| Виктор Джори        | Джонас Уилкерсон                              |
| Говард Хикман       | Джон Уилкс                                    |
| Рэнд Брукс          | Чарльз Гамильтон                              |
| Кэрролл Най         | Фрэнк Кеннеди                                 |
| Изабел Джуэлл       | Эмми Слэттери                                 |
| Филлис Дуглас       | Бонни Блю Батлер (2 года) в титрах не указана |
| Маргарет Манн       | сиделка в госпитале в титрах не указана       |

### В эпизодах
| Актёр                    | Роль                                                                      |
| ------------------------ | ------------------------------------------------------------------------- |
| Камми Кинг               | Бонни Блю Батлер в возрасте 4 года                                        |
| Клифф Эдвардс            | умирающий солдат (озвучивание)                                            |
| Микки Кун                | Бо Уилкс                                                                  |
| Эрик Линден              | солдат с ампутированными конечностями                                     |
| Джордж Хэкэторн          | раненый солдат                                                            |
| Мэри Андерсон            | Мэйбелл Мэрриуэзер                                                        |
| Леона Робертс            | миссис Мид                                                                |
| Гарри Дэвенпорт          | доктор Мид                                                                |
| Марселла Мартин          | Кэтлин Калверт                                                            |
| Ирвинг Бейкон            | капрал                                                                    |
| Уорд Бонд                | Том, капитан                                                              |
| Олин Хоуленд             | коммивояжёр                                                               |
| Якима Канутт             | изменник                                                                  |
| Роберт Эллиотт           | майор янки                                                                |
| Эдди «Рочестер» Андерсон | дядя Питер, кучер                                                         |
| Чарльз Миддлтон          | мужчина в цилиндре, отвечающий за осуждённых рабочих (в титрах не указан) |
| Блу Вашингтон            | компаньон отступника (в титрах не указан)                                 |

## Факты
- В фильме изначально вместо паровозов снимали макеты. Тогда 29 декабря 1938 года Уилбур Джордж Куртц (Wilbur George Kurtz), который был историческим консультантом фильма, написал письмо руководству дороги NC&StL Ry с просьбой предоставить для съёмок паровоз Генерал (англ. General — известный в США локомотив, прославившийся после одного инцидента во время гражданской войны), который на тот момент хранился в Чаттануге. Однако 3 января 1939 года пришёл ответ, что локомотив уже подготовлен для отправки в Нью-Йорк на всемирную выставку и будет недоступен в течение года. Тогда Куртц отправил новое письмо, с просьбой предоставить Генерала для съёмок на февраль-март, то есть до выставки. Ответ был положительным, но руководство дороги потребовало в этом случае оплатить доставку паровоза с тендером в Лос-Анджелес и обратно по стоимости 3$ за каждые сто фунтов веса. Однако в этом случае получалась значительная сумма (один только паровоз весил 50 300 фунтов), поэтому от идеи использования Генерала в фильме были вынуждены отказаться. В итоге в фильме нет ни одного настоящего паровоза, а лишь деревянные макеты, построенные в столярной мастерской людьми продюсера Дэвида Селзника (англ. David O. Selznick)[12].
- «Унесённые ветром» является первым цветным фильмом, основанным на трёхцветной модели, в отличие от двухцветных технологий, использовавшихся начиная с 1909 года[3]. Он был снят при помощи четвёртой по счёту версии системы «Техниколор» (англ. Technicolor), которая предусматривала съёмку специальным киносъёмочным аппаратом на три чёрно-белых киноплёнки через цветоделительные светофильтры, и гидротипную печать фильмокопий, что позволяло получить полноценную цветопередачу. Этот метод был дорогостоящим, так как не только потреблял большое количество плёнки, но и также нуждался в аренде дорогой кинокамеры и мощном освещении съёмочной площадки. В результате это был первый цветной фильм, получивший премию Оскар. В 2004 г. «Унесённые ветром» были реставрированы путём компьютерной обработки, причем цифровая версия фильма оказалась гораздо лучше по качеству всех предыдущих пленочных, поскольку реставрация была осуществлена посредством оцифровки трёх оригинальных цветоделительных негативов с последующим совмещением их цветовых гамм на компьютере. В итоге в цифровой версии фильма открылось множество деталей, до этого не видимых на плёночных носителях.
- По результатам опроса на сайте myfilms.com, цитата «Честно говоря, дорогая, мне наплевать» (англ. «Frankly, my dear, I don't give a damn») заняла второе место в списке самых любимых реплик кинозрителей. В голосовании приняли участие более 2000 посетителей сайта[13].
- Три человека из актёрского состава «Унесённых ветром» жили в те годы, в которые разворачивается сюжет фильма: Гарри Дэвенпорт (доктор Мид), Люк Косгрэйв (дирижёр оркестра)[14] и Маргарет Манн (эпизодическая роль сиделки в госпитале, пишущей письмо под диктовку умирающего солдата).
- На сегодняшний день из всех актёров, так или иначе принявших участие в «Унесённых ветром», живы 4 человека: Карен Марш-Долл (девушка на базаре, нет в титрах)[15], Барбара Линн (девушка в танце)[16], Леона МакДауэлл (эпизод)[17] и Лола Мильорн (эпизод)[18]. В 2008 году ушли из жизни сразу два актёра из этого фильма — Эвелин Кейс (Сьюлин О’Хара) и Фрэд Крэйн (Брэнт). В 2010 году не стало двух самых юных актрис — Филлис Дуглас и Камми Кинг, сыгравших в фильме Бонни Блю Батлер в возрасте 2 и 4 лет соответственно, в 2012 году скончалась Энн Разерфорд, исполнившая роль Кэррин О’Хары, а в 2014 году скончались Алисия Ретт (Индия Уилкс) и Мэри Андерсон (Мэйбелл Мэрриуэзер), 25 июля 2020 года скончалась Оливия де Хэвилленд (Мелани Гамильтон) в возрасте 104 лет.

## Награды
Фильм получил премию «Оскар» в номинациях:
- Лучший фильм,
- Лучшая женская роль (Вивьен Ли),
- Лучшая женская роль второго плана (Хэтти Макдэниел),
- Лучший режиссёр (Виктор Флеминг),
- Лучший адаптированный сценарий,
- Лучшая работа оператора (цветные фильмы — Эрнест Хэллер и Рей Реннахан),
- Лучшая работа художника,
- Лучший монтаж.

Также выдвигался на «Оскар» ещё в пяти номинациях.
Художник Уильям Кэмерон Мензиес получил Почётную медаль «Оскар» за использование цвета.
В 1940 году получил «Медаль почёта» от журнала Photoplay.
В 1989 году включён в Национальный реестр фильмов США.

## Продолжение
Спустя 55 лет в 1994 году вышло продолжение — мини-сериал «Скарлетт».

## Скандалы
8 июня 2020 года на фоне антирасистских протестов в США, вызванных смертью Джорджа Флойда, Джон Ридли предложил убрать фильм из стримингового сервиса HBO Max, мотивируя это тем, что фильм «романтизирует рабство» и стереотипно показывает афроамериканцев. 10 июня сервис убрал картину из каталога, а компания согласилась с тем, что «показ этого фильма без объяснения и осуждения этих моментов безответственен». В конце июня «Унесённые ветром» вернули в каталог: фильм сопроводили комментарием киноведов, в котором зрителю рассказывают о противоречивых элементах картины и критике в её адрес.

### на английском языке
- Lambert, Gavin (1973). GWTW: The Making of Gone With the Wind. New York: Little Brown & Co., 238 pages. ISBN 978-0-3165-1284-8.